# Elobey Chico
Elobey Chico – należąca do Gwinei Równikowej niewielka, niezamieszkana wyspa, położona u ujścia rzeki Mitémélé, niedaleko granicy z Gabonem, ok. 100 km na południe od Bata.
Na wyspie znajdują się pozostałości byłej, kolonialnej stolicy Rio Muni. Dziś zarówno miasto, jak też cała wyspa są niezamieszkane, choć organizowane są wyprawy turystyczne dla osób pragnących zwiedzić opustoszałe miasto.